# Sanford (Carolina del Norte)
Sanford es una ciudad ubicada en el condado de Lee en el estado estadounidense de Carolina del Norte. Es sede del condado de Lee. La localidad en el año 2000, tenía una población de 23.220 habitantes en una superficie de 62.6 km², con una densidad poblacional de 372.5 personas por km².

## Geografía
Sanford se encuentra ubicada en las coordenadas 35°28′33″N 79°10′32″O / 35.475881, -79.175463. Según la Oficina del Censo, la localidad tiene un área total de 62,6 km² (24,2 mi²), de la cual 62,3 km² (24,1 mi²) es tierra y 0,2 km² (0,1 mi²) (0.33%) es agua.

### Localidades adyacentes
El siguiente diagrama muestra a las localidades en un radio de 28 kilómetros (17,4 mi) de Sanford.

## Demografía
En el 2000 la renta per cápita promedia del hogar era de $34.804, y el ingreso promedio para una familia era de $39.447. El ingreso per cápita para la localidad era de $17.038. En 2000 los hombres tenían un ingreso per cápita de $30.597 contra $23.393 para las mujeres. Alrededor del 17.10% de la población estaba bajo el umbral de pobreza nacional.